# Острово (Велико Градиште)
Острово је насеље у Србији у општини Велико Градиште у Браничевском округу . Налази се на обали Сребрног језера. Према попису из 2022. било је 224 становника. На ободима насеља , ближе обали,налази се већи број нових викендица.
Овде се налази Стара кућа Светомира Миладиновића у Острову.

## Демографија
У насељу Острово живи 246 пунолетних становника, а просечна старост становништва износи 44,2 година (42,1 код мушкараца и 46,3 код жена). У насељу има 70 домаћинстава, а просечан број чланова по домаћинству је 4,29.
Ово насеље је великим делом насељено Србима (према попису из 2002. године), а у последња три пописа, примећен је пад у броју становника.
|  |

| Демографија | Демографија | Демографија |
| Година      | Становника  | Становника  |
| ----------- | ----------- | ----------- |
| 1948.       | 420         |             |
| 1953.       | 437         |             |
| 1961.       | 429         |             |
| 1971.       | 408         |             |
| 1981.       | 391         |             |
| 1991.       | 366         | 325         |
| 2002.       | 300         | 359         |
| 2011.       | 264         |             |

| Етнички састав према попису из 2002.‍ | Етнички састав према попису из 2002.‍ | Етнички састав према попису из 2002.‍ | Етнички састав према попису из 2002.‍ | Етнички састав према попису из 2002.‍ |
| ------------------------------------ | ------------------------------------ | ------------------------------------ | ------------------------------------ | ------------------------------------ |
|                                      |                                      |                                      |                                      |                                      |
| Срби                                 | Срби                                 |                                      | 293                                  | 97,66%                               |
| Југословени                          | Југословени                          |                                      | 3                                    | 1,0%                                 |
| Румуни                               | Румуни                               |                                      | 2                                    | 0,66%                                |
| Словаци                              | Словаци                              |                                      | 1                                    | 0,33%                                |
| Македонци                            | Македонци                            |                                      | 1                                    | 0,33%                                |
| непознато                            | непознато                            |                                      | 0                                    | 0,0%                                 |

| Година пописа     | 1948. | 1953. | 1961. | 1971. | 1981. | 1991. | 2002. |
| ----------------- | ----- | ----- | ----- | ----- | ----- | ----- | ----- |
| Број домаћинстава | 83    | 88    | 87    | 79    | 76    | 66    | 70    |

| Број чланова      | 1 | 2  | 3  | 4 | 5  | 6  | 7 | 8 | 9 | 10 и више | Просек |
| ----------------- | - | -- | -- | - | -- | -- | - | - | - | --------- | ------ |
| Број домаћинстава | 6 | 11 | 11 | 8 | 11 | 13 | 6 | 4 | 0 | 0         | 4,29   |

| Пол    | Укупно | Неожењен/Неудата | Ожењен/Удата | Удовац/Удовица | Разведен/Разведена | Непознато |
| ------ | ------ | ---------------- | ------------ | -------------- | ------------------ | --------- |
| Мушки  | 127    | 25               | 87           | 11             | 4                  | 0         |
| Женски | 129    | 12               | 90           | 16             | 11                 | 0         |
| УКУПНО | 256    | 37               | 177          | 27             | 15                 | 0         |

| Пол    | Укупно                    | Пољопривреда, лов и шумарство | Рибарство                            | Вађење руде и камена | Прерађивачка индустрија       |
| ------ | ------------------------- | ----------------------------- | ------------------------------------ | -------------------- | ----------------------------- |
| Мушки  | 75                        | 58                            | 0                                    | 0                    | 5                             |
| Женски | 56                        | 48                            | 0                                    | 0                    | 3                             |
| УКУПНО | 131                       | 106                           | 0                                    | 0                    | 8                             |
| Пол    | Производња и снабдевање   | Грађевинарство                | Трговина                             | Хотели и ресторани   | Саобраћај, складиштење и везе |
| Мушки  | 1                         | 2                             | 2                                    | 2                    | 1                             |
| Женски | 0                         | 0                             | 0                                    | 0                    | 1                             |
| УКУПНО | 1                         | 2                             | 2                                    | 2                    | 2                             |
| Пол    | Финансијско посредовање   | Некретнине                    | Државна управа и одбрана             | Образовање           | Здравствени и социјални рад   |
| Мушки  | 0                         | 0                             | 1                                    | 0                    | 0                             |
| Женски | 0                         | 0                             | 0                                    | 3                    | 0                             |
| УКУПНО | 0                         | 0                             | 1                                    | 3                    | 0                             |
| Пол    | Остале услужне активности | Приватна домаћинства          | Екстериторијалне организације и тела | Непознато            | Непознато                     |
| Мушки  | 3                         | 0                             | 0                                    | 0                    | 0                             |
| Женски | 0                         | 0                             | 0                                    | 1                    | 1                             |
| УКУПНО | 3                         | 0                             | 0                                    | 1                    | 1                             |